# 中央防波堤
中央防波堤（ちゅうおうぼうはてい）は、東京都区部の東京湾に所在する防波堤である。
現在は防波堤の一部が江東区海の森（中央防波堤内側埋立地）の南岸と一体化している。
また、防波堤の区域には郵便番号135-0065が割り当てられている。

## 周囲
中央防波堤は、東京港の防波堤として1973年（昭和48年）お台場沖合に建設が始まり、1986年（昭和61年）に埋め立てが終了した。1970年代から防波堤の南北地域が廃棄物処分場として利用され、現在は東京都の埋立地である中央防波堤埋立地となっている。これら周辺の埋立地の名称が、中央防波堤であると誤用されることもある。
中央防波堤埋立地は、防波堤北側に位置し、南岸が防波堤の一部と一体化している中央防波堤内側埋立地、海路を挟んで防波堤の南に位置する中央防波堤外側埋立地および新海面処分場がある。これらの埋立地は長らく江東区および大田区により帰属を巡って係争が続いており、このうち中央防波堤内側埋立地および外側埋立地の帰属に関しては2019年に東京地方裁判所による判決を両区が受け入れるという形で合意形成に至ったものの、新海面処分場の帰属についてはなおも未確定である。

## 沿革
- 1973年頃

中央防波堤内側埋立地処分場の埋め立てに着手。当時は、現在の第二航路トンネルの少し東の方向に、橋が架けられていた。
- 1976年頃

第二航路トンネルの建設に着手。
- 1977年頃

中央防波堤外側埋立地処分場の埋め立てに着手。
- 1986年頃

この頃、第二航路トンネルの使用が開始され、同時に、中央防波堤埋め立て初期に架けられていた橋が廃止された。
- 1998年頃

新海面埋立地処分場の埋め立てに着手。
- 2002年度

東京港臨海道路供用開始により、大田区城南島と直結した。
- 2012年2月

東京ゲートブリッジ開通により、江東区若洲と直結した。